# ボートピア名古屋
ボートピア名古屋（ボートピアなごや）は愛知県名古屋市港区にある競艇場外発売場である。

## 概要
2006年（平成18年）8月22日、スーパーマーケット「京屋」の跡地にオープン。オープン当初から昼開催の競走（レース）とナイター競走の最大4場の併売を行ってきたが、2012年（平成24年）9月19日より最大5場体制に変更された。昼開催の競走については常滑競艇場で競走が行われているときと場外発売をしている場合にはその競走の舟券を発売している。常滑競艇場が休みのときには、主に東海地区の競艇場か全国のGI競走等の発売をしている。ナイター競走については蒲郡競艇場の発売が中心となる。発売全競走で独自の出走表を作成している。舟券の締切は本場の2分前である。
周囲から自家用車で舟券を買いに来る人間が多く、常に向かいの駐車場が満杯になっている。（45分・100円。名鉄協商が管理・所有）同時に東へ100mの所に旧京屋時代からある専用駐車場（提携駐車場）も併設しているが、30分ごとの駐車料金が向かいの駐車場より非常に高い（30分・500円。有料指定席利用者は無料）。
ボートピア名古屋の開業により築地口周辺は人の往来が多くなっている。
施設管理者の名古屋港開発株式会社は名古屋港を拠点とする運輸・倉庫業「橋元運輸」の関連会社（参考：橋元家）。

## 施設の特徴
外装は立派である。1階は体育館のような大きなスペースの中に、インフォメーション（案内所）と定食等が食べられる食堂（店名はオレンジボート）があり、5場分の出走表・払戻金・成績を表示するモニター、有料のコインロッカーが設置されている。そして、「エグゼクティブシート」、「エグゼクティブルーム」、「プレミアムスイート」というオープンした当初はなかった豪華で落ち着いた有料の指定席や部屋がある。そのために駐輪場は以前よりも狭くなった。2階は有料指定席の「ゴールドシート」、3階は有料指定席の「プラチナシート」があり、舟券の自動発売払戻兼用機（一部は自動発売機）と一般席（無料）、売店、喫煙ルームは2階・3階ともにある。また、トイレと飲み物の自動販売機は1階から3階まですべての階にある。
- 予想専門紙は、2011年（平成23年）4月から、1場単位の販売はせず、開催場全場分がA3サイズ400円で、2階・3階の売店で販売されている。
- 大型映像モニター 190インチ（プロジェクタ|DLPフルカラー）×4（各フロアに2）。
- 10面モニター（シャープのAQUOSを各フロアに20台使用） 2階・3階にそれぞれ一式を2つ 各競艇場の実況中継のほか、出走表・オッズ・払戻金・成績も表示。
- 12面モニター（シャープのAQUOSを各フロアに12台使用） 2階・3階にそれぞれ一式 出走表・払戻金・成績を表示。
- 館内は各フロア一般席と有料席室内に1箇所ずつある喫煙ルーム以外では禁煙である（喫煙ルーム内にも3面モニターが設置されている）。
- トータリゼータシステムは他競艇場と違い、唐津競艇場や江戸川競艇場と同じ富士通フロンテック製のものである。
- 単勝式と複勝式の舟券は購入できない。
- 前日発売は行っていない。
- 2013年（平成25年）4月1日から全国総合払戻サービス「どこでもはらいおん」により、ボートピア名古屋で発売された投票券が、他の競艇場や一部ボートピアなどで払い戻しが可能となった（その逆も可）。

## 有料指定席・有料部屋
ボートピア名古屋会員 は利用する1週間前から電話予約ができる。なお、非会員はインフォメーションで直接申し込むことになる。
17時以降に利用する場合はナイター割引料金が適用される。

### 有料指定席

#### 1階
- エグゼクティブシート（24席）[1]…1人・3,000円
  - 予想専門紙（2場分）と提携駐車場無料券が進呈される。

#### 2階
- ゴールドシート（56席[注 3]）[2]…1人・1,500円
  - 予想専門紙（1場分）と提携駐車場無料券が進呈される。

#### 3階
- プラチナシート（56席）[3]…1人・2,000円
  - 予想専門紙（1場分）と提携駐車場無料券が進呈される。

### 有料部屋

#### 1階
- エグゼクティブルーム（全4室）…1室（2人部屋）・6,000円
  - 予想専門紙（2場分）と提携駐車場無料券が進呈される。

- プレミアムスイート（全1室）…1室（7人部屋）・15,000円
  - 予想専門紙（全場分）と提携駐車場無料券が進呈される。

## その他
開場時間は10時00分である。
ボートピア名古屋の特徴の一つとしてイベントが多い。元選手がレース予想をする「競艇教室」、現役選手によるトークショーやサイン会、数人のグループ同士対抗による舟券予想大会、ボートピアガールズオーディションの実施など。
上記にあるように「競艇教室」がある。これは、主に優勝戦が行われる日の10・11・12レースのコースの進入や1マークでの展開の解説、舟券の3連単予想などを元競艇選手が講師となって行っているものである。主な講師は、常滑競艇場＝吉田弘明、蒲郡競艇場＝谷川宏之、その他の競艇場＝深見康司、鈴木実など。なお、発売している競艇場によっては上記以外の元選手が行うこともある。また、予想するレース数も異なることがある。なお、行われる場所は2階のゴールドシートのある部屋の出入口付近である。
2007年（平成19年）4月より東海地方で有名なタレントで競艇好きでもある宮地佑紀生をテレビやラジオなどのCMに採用していた。
2010年（平成22年）4月からはマスコットキャラクターとして「フナ犬（フナケン）」がお目見えした。これは「勝舟投票券」、つまり「舟券」と魚の「フナ」と「犬」をかけたもので、体は犬だが頭がフナというもの。鳴き声は「ワンワン」ではなく「カウカウ」となっている。
2012年（平成24年）より高嶋香帆がイメージキャラクターを務める。

## アクセス
〒455-0037：愛知県名古屋市港区名港一丁目13番21号
- 名古屋市営地下鉄名港線 築地口駅下車、2番出入口から徒歩で約1分[4]。
- 名古屋市営バス、飛島公共交通バス「築地口」バス停下車、徒歩で約3分。
- 国道23号（名四国道） 港陽インターチェンジ又は築地口インターチェンジより約2分。
- 伊勢湾岸自動車道 名港中央インターチェンジより約15分。

## 競走結果
ボートピア名古屋独自で競走結果等のテレホンサービスを行っている。